# Xioczana Canales
Pour les articles homonymes, voir Canales (homonymie).
Xioczana Milagros Canales Porras, née le 21 avril 1999 à Lima au Pérou, est une footballeuse internationale péruvienne jouant au poste d'attaquante.
Sa sœur jumelle, Xiomara Canales, est également footballeuse.

## Biographie

### Carrière en club
Xioczana Canales commence sa carrière au JC Sport Girls en 2014. Elle y remporte le championnat du Pérou en 2017. Deux ans plus tard, elle joue pour l'Universitario de Deportes et redevient championne du Pérou en 2019.
Elle s'expatrie en Espagne à l’UCD La Cañada en 2020, avant de revenir l'année suivante à l'Universitario où elle évolue actuellement.

### Carrière en équipe nationale
Avec l'équipe du Pérou, Xioczana Canales dispute trois Copa América féminine en 2014, 2018 et 2022. Elle compte 19 capes en sélection nationale, inscrivant son premier but à l'occasion d'un match amical face au Paraguay le 30 novembre 2021 (défaite 4-2).

## Palmarès
| JC Sport Girls - Championnat du Pérou (1) : - Championne : 2017. - Vice-championne : 2018. |  | Universitario de Deportes - Championnat du Pérou (2) : - Championne : 2019 et 2023. - Vice-championne : 2021. |